# قائمة مدن محافظة كفر الشيخ
تضم محافظة كفر الشيخ 14 مدينة، عاصمة المحافظة هي مدينة كفر الشيخ.

## المدن الحالية
| م  | المدينة    | المدينة   | السكان (2018) | ملاحظات | الموقع في مصر                                                           |
| -- | ---------- | --------- | ------------- | --- | ----------------------------------------------------------------------- |
| 1  | كفر الشيخ  |           | 182,186 نسمة  | - عاصمة محافظة كفر الشيخ وقاعدة مركز كفر الشيخ. - مقسمة إلى قسمين إداريين: حي شرق وحي غرب. - تأسست كمدينة سنة 1871. - عرفت قديماً بـ دُمِينقون، دميلقون، دميلاقونة، كفر الشيخ طلحة. - إحداثيات الموقع: 31°06′42″N 30°56′45″E / 31.111667°N 30.945833°E                            |                                                                         |
| 2  | دِسوق       |           | 139,794 نسمة  | - قاعدة مركز دسوق. - مقسمة إلى قسمين إداريين: حي شمال وحي جنوب. - تأسست كمدينة منذ الألف الثامن قبل الميلاد (منذ حوالي عشرة آلاف سنة). - عرفت قديماً بـ بي ديب، بوتوس، بوتو. واعيد بنائها باسمها العربي الحالي. - إحداثيات الموقع: 31°07′32″N 30°38′42″E / 31.125556°N 30.645°E | قائمة مدن محافظة كفر الشيخ على خريطة Egypt · قائمة مدن محافظة كفر الشيخ |
| 3  | فُوّه        |           | 87,451 نسمة   | - قاعدة مركز فوه. - تأسست منذ العصور الفرعونية. - عرفت قديماً بـ بُوْي أو بُؤِي. - إحداثيات الموقع: 31°12′12″N 30°33′01″E / 31.203258°N 30.550354°E | قائمة مدن محافظة كفر الشيخ على خريطة Egypt · قائمة مدن محافظة كفر الشيخ |
| 4  | مِطوُبِس      |           | 41,106 نسمة   | - قاعدة مركز مطوبس. - تأسست كمدينة سنة 1974. - عرفت قديماً بـ نطوبس الرمان، نطوبس البصل - إحداثيات الموقع: 31°17′30″N 30°31′20″E / 31.291667°N 30.522222°E | قائمة مدن محافظة كفر الشيخ على خريطة Egypt · قائمة مدن محافظة كفر الشيخ |
| 5  | بَلْطيم      |           | 48,015 نسمة   | - قاعدة مركز البرلس. - تأسست كمدينة سنة 1871. - عرفت قديماً بـ آتوم أو توم، ملطين (بحسب ابن بطوطة). - إحداثيات الموقع: 31°35′57″N 31°05′30″E / 31.599167°N 31.091667°E | قائمة مدن محافظة كفر الشيخ على خريطة Egypt · قائمة مدن محافظة كفر الشيخ |
| 6  | مصيف بَلْطيم |           | 37 نسمة       | - تتبع مركز البرلس. - تأسست كمدينة 2007. - إحداثيات الموقع: 31°35′50″N 31°06′31″E / 31.5972°N 31.1086°E | قائمة مدن محافظة كفر الشيخ على خريطة Egypt · قائمة مدن محافظة كفر الشيخ |
| 7  | الحامول    | غير معروف | 54,711 نسمة   | - قاعدة مركز الحامول. - تأسست كمدينة سنة 1979. - عرفت قديماً بـ عِزب الحامول. - إحداثيات الموقع: 31°18′36″N 31°08′32″E / 31.31°N 31.142222°E | قائمة مدن محافظة كفر الشيخ على خريطة Egypt · قائمة مدن محافظة كفر الشيخ |
| 9  | بِيَلا       |           | 83,398 نسمة   | - قاعدة مركز بيلا. - تأسست كمدينة سنة 1938. - عرفت قديماً بـ بِيُولا. - إحداثيات الموقع: 31°10′29″N 31°13′14″E / 31.174659°N 31.220434°E | قائمة مدن محافظة كفر الشيخ على خريطة Egypt · قائمة مدن محافظة كفر الشيخ |
| 9  | الرياض     | غير معروف | 22,708 نسمة   | - قاعدة مركز الرياض. - تأسست كمدينة سنة 1981. - عرفت قديماً بـ الوحّال، رياض الفؤادية، رياض كفر الشيخ. - إحداثيات الموقع: 31°14′12″N 30°56′43″E / 31.236546°N 30.945347°E | قائمة مدن محافظة كفر الشيخ على خريطة Egypt · قائمة مدن محافظة كفر الشيخ |
| 10 | سيدي سالم  |           | 41,864 نسمة   | - قاعدة مركز سيدي سالم. - تأسست كمدينة سنة 1951. - عرفت قديماً بـ الفراجون ثم اندثرت وظهر مكانها كوم سيدي سالم، ثم سُميت باسمها الحالي تيمناً بـ «سالم أبو جبارة المسلم الحسيني» أحد المتصوفة. - إحداثيات الموقع: 31°16′20″N 30°46′51″E / 31.272352°N 30.780809°E                 | قائمة مدن محافظة كفر الشيخ على خريطة Egypt · قائمة مدن محافظة كفر الشيخ |
| 11 | قَلّين       |           | 45,164 نسمة   | - قاعدة مركز قلين. - تأسست كمدينة سنة 1960. - إحداثيات الموقع: 31°02′47″N 30°51′16″E / 31.04639°N 30.854581°E | قائمة مدن محافظة كفر الشيخ على خريطة Egypt · قائمة مدن محافظة كفر الشيخ |
| 12 | سيدي غازي  |           | 26,344 نسمة   | - تتبع مركز كفر الشيخ. - تأسست كمدينة سنة 2014. - عرفت قديماً بـ دير شبرا كلسا، زاوية غازي، الكفر الغربي. - إحداثيات الموقع: 31°12′30″N 31°03′01″E / 31.208389°N 31.050242°E | قائمة مدن محافظة كفر الشيخ على خريطة Egypt · قائمة مدن محافظة كفر الشيخ |
| 13 | بُرج البُرلُّس |           | 56,481 نسمة   | - تتبع مركز البرلس. - تأسست كمدينة سنة 2014. - عرفت قديماً بـ نيكيولس، بارالوس، البرلس، البرج. - إحداثيات الموقع: 31°34′59″N 30°59′25″E / 31.583003°N 30.990339°E | قائمة مدن محافظة كفر الشيخ على خريطة Egypt · قائمة مدن محافظة كفر الشيخ |
| 14 | مِسِير       | غير معروف | 23,204 نسمة   | - تتبع مركز كفر الشيخ. - تأسست كمدينة سنة 2019 بعد اتحادها مع قرية مِنْيِة مِسِير. - عرفت مسير قديماً بـ مسير الكوم، أما منية مسير فقد عُرفت بعض الوقت بـ ميت مِسير، واتخذوا بعد اتحادهما الاسم الحالي. - إحداثيات الموقع: 31°03′37″N 31°00′31″E / 31.0603766°N 31.0086882°E           | قائمة مدن محافظة كفر الشيخ على خريطة Egypt · قائمة مدن محافظة كفر الشيخ |